# Fátima Oliveira
Fátima Oliveira (Graça Aranha, MA, 1953 – São Luís, MA, 5 de novembro de 2017) foi uma médica e bioeticista brasileira, reconhecida por defender o direito à saúde de negros e mulheres.
Filha de uma mãe negra e de um pai branco, nasceu em uma família pobre do interior do Maranhão, que, mesmo sem formação escolar, providenciou para que ela fosse estudar em um colégio interno. Em 1978, aos 24 anos, graduou-se em Medicina, pela Universidade Federal do Maranhão, sendo uma das únicas pessoas negras da turma. Viveu no Maranhão durante o início de sua carreira, engajando-se, desde então, no movimento de defesa dos direitos das mulheres.
Em 1988, mudou-se para Belo Horizonte, onde atuou no Hospital das Clínicas da Universidade Federal de Minas Gerais. Associou-se ao Movimento Popular da Mulher (MPM), tornando-se a primeira mulher negra a dirigir uma entidade feminista no país. Destacou-se pelo seu pioneirismo ao pautar o tema da saúde da população negra, nos âmbitos político e acadêmico, numa época em que ainda não existia um movimento organizado nesse sentido, no Brasil. Teve papel importante na elaboração da Política Nacional de Saúde Integral da População Negra.
Foi dirigente do Partido Comunista do Brasil (PCdoB).

## Obra
- Oliveira, F. (1995). A Ideologia racista chora: o DNA ditador é uma miragem. Ideias, a luta contra o racismo na rede escolar. São Paulo: Fundo para o Desenvolvimento da Educação.
- Oliveira, F. (1995). Engenharia Genética: O sétimo dia da criação: Coleção Polêmica. Ilustração Marcio Perassolo; São Paulo:
- Oliveira, F. (1995). Feminismo, luta antirracista e bioética. Cadernos Pagu, (5), 74-76.
- Oliveira, F. (1995). Por uma Bioética não sexista, anti-racista e libertária. Estudos Feministas, 331(2). https://periodicos.ufsc.br/index.php/ref/article/view/16444/15025
- Oliveira, F. (1997). Bioética: uma face da cidadania: Coleção Polêmica. São Paulo: Editora Moderna.
- Oliveira, F. (1998). Opressão de gênero, feminismo e bioética: algumas considerações para o debate. Mesa Redonda Gênero e Bioética. Rede Argentina de Gênero, Ciência e Tecnologia. Buenos Aires: Argentina.
- Oliveira, F. (1999). O recorte racial/étnico e a saúde reprodutiva: mulheres negras. En S. Costa e K. Giffin (orgs.), Questão de saúde reprodutiva. Rio de Janeiro: Fio Cruz/Ford.
- Oliveira, F. (2001). NÓS, Mulheres Negras: Diagnóstico e Propostas – articulação de organizações de Mulheres Negras Brasileiras rumo à III Conferencia Mundial contra o Racismo, Xenofobia e Formas Correlatas de Intolerância.
- Oliveira, F. (2002). ENSAIO O “estado da arte” da Reprodução Humana Assistida em 2002 e clonagem e manipulação genética humana: mitos, realidade, perspectivas e delírios, inicialmente sistematizados como aulas, foram apresentados no Seminário Biotecnologia: implicações éticas e teológicas. Brasília: Ministério de Justiça, Secretaria de Estado dos Direitos da Mulher.
- Oliveira, F. (2002). Saúde da População Negra-Brasil – ano 2001. Brasília: Ministério da Saúde-Impresso no Brasil.